# Гутинаш (Бакау)
Гутинаш (рум. Gutinaș) насеље је у Румунији у округу Бакау у општини Штефан Чел Маре. Oпштина се налази на надморској висини од 274 m.

## Становништво
Према подацима из 2002. године у насељу је живело 506 становника, од којих су сви румунске националности.